# Caloramator coolhaasii
Caloramator coolhaasii è una specie di batterio appartenente alla famiglia delle Clostridiaceae.